# Pentasteron parasimplex
Pentasteron parasimplex är en spindelart som beskrevs av Baehr och Rudy Jocqué 200. Pentasteron parasimplex ingår i släktet Pentasteron och familjen Zodariidae.
Artens utbredningsområde är Victoria, Australien. Inga underarter finns listade i Catalogue of Life.